# Coca Cola HBC-Srbija Beograd
Coca Cola HBC-Srbija Beograd (code BELEX : CCHS) est une entreprise serbe qui a son siège social à Belgrade, la capitale de la Serbie.
HBC est l'abréviation de « Hellenic Bottling Company ». Balkaninvest Holdings ltd, une filiale de la holding grecque Coca-Cola Hellenic Bottling Company, détient la majorité des actions de Coca Cola HBC-Srbija Beograd. En 2010, l'entreprise figurait au 6e rang des entreprises les plus rentables de Serbie.

## Historique
La production de Coca-Cola a commencé en Serbie en 1968, avec la création d'une usine de fabrication à Zemun, un quartier de Belgrade ; cette usine est toujours en activité ; en 1989, la société de Zemun est devenue une filiale de Coca-Cola Hellenic Bottling Company.
Coca Cola HBC-Srbija a été admise au libre marché de la Bourse de Belgrade le 15 novembre 2004 et en a été exclue le 8 novembre 2011.

## Activités
Coca Cola HBC-Srbija produit, vend et distribue en Serbie des boissons non alcoolisées et, particulièrement, les produits de The Coca-Cola Company. Parmi les marques distribuées, on peut citer les sodas Coca-Cola, Coca-Cola light, Coca-Cola Zero, Fanta, Sprite et Schweppes. Elle propose aussi des jus et des nectars de fruits vendus les marques neXt, neXt Premium et SU-Voće, ainsi que des ice tea et des boissons énergiques (Burn et Ultra Energy). Coca Cola HBC-Srbija embouteille également une eau de source serbe vendue sous la marque Rosa.
Le site de Zemun, spécialisé dans les sodas, s'étend sur 65 000 m2 et comporte six chaînes de production ; il dispose aussi d'un entrepôt et de bureaux administratifs. Le rythme de fabrication est de 41 500 litres par heure et les différents sites d'embouteillage peuvent produire plus de 220 millions de litres de boissons non alcoolisées par an.
L'entreprise dispose de quatre centres de distribution en Serbie, à Novi Sad, Čačak, Paraćin et Niš.

## Données boursières
Le 3 novembre 2011, l'action de Coca Cola HBC-Srbija Beograd valait 5 250 RSD (50,17 EUR),. Elle a connu son cours le plus élevé, soit 7 000 RSD (66,84 EUR), le 20 avril 2007 et son cours le plus bas, soit 1 035 RSD (9,88 EUR), le 26 décembre 2002.